# Пузирьов Юрій Миколайович
Пузирьов Юрій Миколайович (6 травня 1926, Срібні Пруди, Московська область — 24 травня 1991, Москва) — радянський актор театру і кіно. Заслужений артист РРФСР (1969).

## Біографічні відомості
Закінчив Школу-студію МХАТу (1952, курс Й. Раєвського). З 1958 р. — актор МХАТу.
У кінематографі (у фільмах і телеспектаклях) актором зіграно більше п'ятдесяти ролей. Також працював на дубляжі фільмів і озвучуванні мультфільмів.
Пішов з життя 24 травня 1991 року в Москві. Похований актор на Троєкуровському цвинтарі Москви.

## Фільмографія

### Ролі в кіно
- «Наречена» (1956, Саша)
- «Сліпий музикант» (1960, Іохим)
- «Василь Докучаєв» (1961, Микола Михайлович Сибірцев, вчений)
- «Великі і маленькі» (1963, Юрій Миколайович Васильєв)
- «Тіні старого замку» (1966, Ендель Метс, спільник Курта)
- «Троє» (1970, Перфішка)
- «Змова» (1971)
- «Приваловські мільйони» (1972, Верьовкін Ніколя)
- «Зірка екрану» (1974, Потанін / товариш Антон)
- «Північний варіант» (1974, Ілля Миколайович)
- «Що з тобою коїться?» (1975, батько Вані)
- «День сімейного торжества» (1976, лікар, друг Петра)
- «Повість про двох солдатів» (1976, начальник в'язниці)
- «І знову Аніскін» (1978, Юрій Буровських, шабашник-гітарист)
- «Стережись! Змії!» (1979, Щербаков, майор, слідчий)

Грав в українських фільмах: 
- «Морський мисливець» (1954, кінодебют, Корольков)
- «Море кличе» (1956, Віктор)
- «Зміна починається о шостій» (1958, Пантей Гусь)
- «Сповідь» (1962, Андрій)
- «Юлька» (1972, Володя, батько Юльки)
- «Контрабанда» (1974, перший помічник)
- «Загін особливого призначення» (1978, генерал Боровиков)
- «Бунтівний „Оріон“» (1979, капітан Зорін)
- «Сімейне коло» (1980, кореспондент)
- «Дивна відпустка» (1980, 3 с, т/ф)
- «Легкі кроки» (1989, Старий Трубковий Майстер, друг казкаря) та ін.

### Дубляж фільмів і озвучування мультфільмів
- «Мауглі» (1970, мультфільм, Акела)
- «80 днів навколо світу» (1972, мультфільм, Філеас Фогг)
- «Геркус Мантас» (1972, Геркус Мантас, батько Геркуса Мантаса — вожді прусів)
- «Насімі» (1973, Тамерлан)
- «Ріккі-Тіккі-Таві» (1975, Наг)
- «Школа пана Мауруса» (1975, Слопашев)
- «Ралі» (1978, Яніс Лієпа, штурман — роль Вітаутаса Томкуса)
- «Султан Бейбарс» (1989) тощо